# Маги, Майк (футболист)
Майкл «Майк» Маги́ (англ. Michael "Mike" Magee; родился 2 сентября 1984 года в Чикаго, Иллинойс, США) — американский футболист, нападающий, известный по выступлениям за «Нью-Йорк Ред Буллз», «Лос-Анджелес Гэлакси» и «Чикаго Файр».

## Клубная карьера

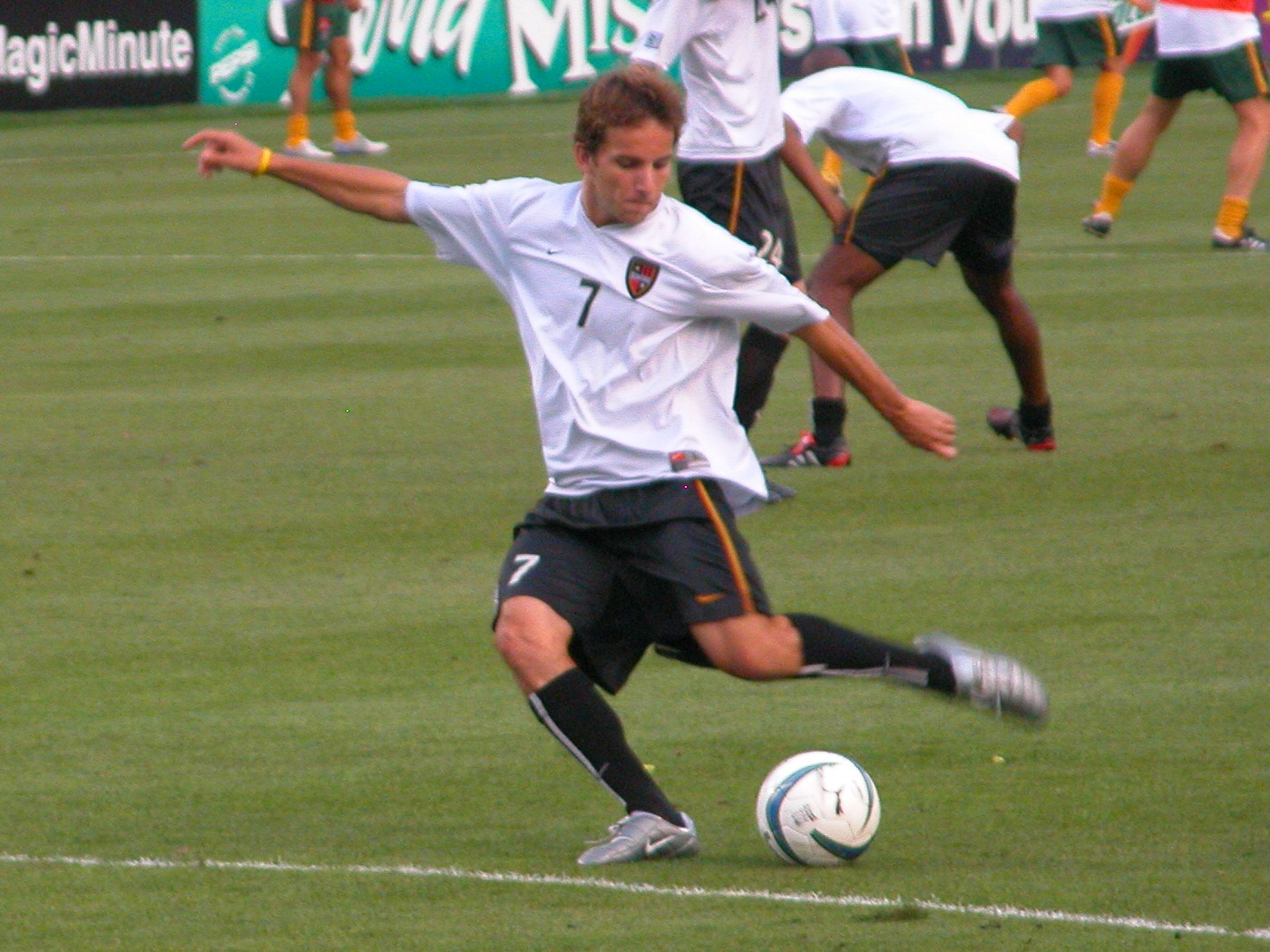
Маги в составе «Метростарз»

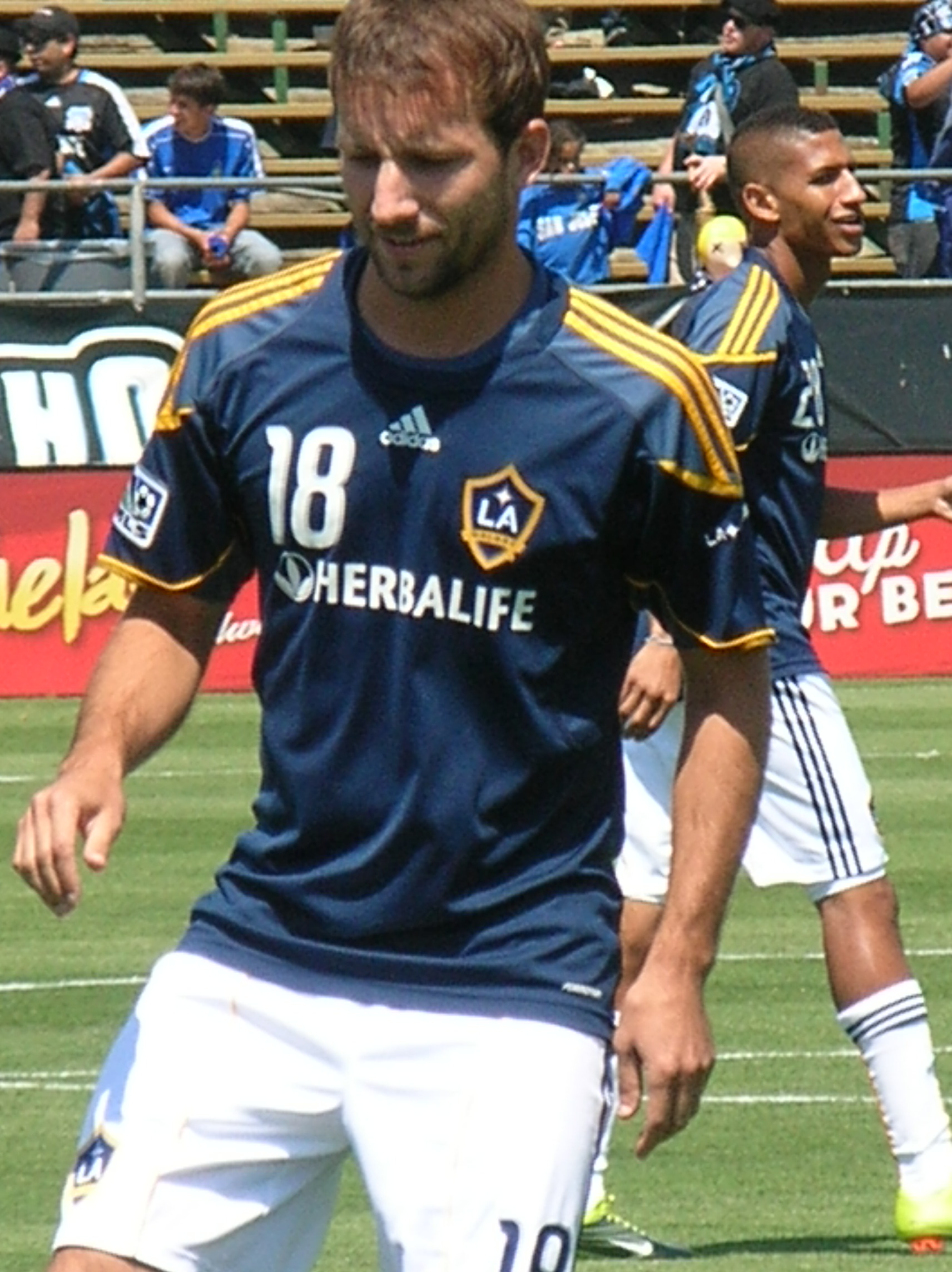
Маги в составе «Лос-Анджелес Гэлакси»

Маги начал заниматься футболом в IMG Academy.
На супердрафте MLS 2003 года он был выбран «Метростарз». Майк был самым молодым футболистом в команде, но несмотря на это быстро стал футболистом основного состава. Он стал самым молодым футболистом в истории команды забившим гол. В 2004 году команду пополнили несколько нападающих и время Маги в основе сократилось, но несмотря на это он выходя на замену был важной частью команды и постепенно переквалифицировался в атакующего полузащитника. В сезоне 2007 году Майк получил травму, успев принять участие всего в семи матчах сезона. В следующем сезоне он вернулся в строй, на позицию атакующего полузащитника, но играл не так полезно, как до травмы. В конце года Маги забил несколько важных голов и помог команде выйти в плей-офф.
В январе 2009 года на супердрафте Майк был обменян в «Лос-Анджелес Гэлакси». 22 марта в матче против «Ди Си Юнайтед» он дебютировал за новый клуб. 7 мая в поединке против «Реал Солт-Лейк» Маги забил свой первый гол за «Гэлакси». В 2010 году Майк помог команде завоевать Supporters’ Shield. 25 июня 2011 года во встрече против «Сан-Хосе Эртквейкс» Маги впервые в карьере выступал на позиции вратаря, после того, как основной голкипер Донован Рикеттс получил травму, а вышедший на замену Стивен Ленхарт был удалён. В том матче Майк оставил свои ворота в неприкосновенности, сделав четыре сейва. В том же сезоне он во второй раз стал обладателем Supporters’ Shield, а также впервые выиграл Кубок MLS. В 2012 году Маги завоевал трофей во второй раз.
24 мая 2013 года Майк был обменян в «Чикаго Файр» на Робби Роджерса. 2 июня в матче против «Ди Си Юнайтед» он дебютировал за «Файр». В том же матче он забил свой первый гол за новый клуб. В остатке сезона с «Чикаго Файр» Маги забил 15 мячей в 22 матчах (21 гол в целом, включая мячи забитые за «Лос-Анджелес») и по окончании сезона был признан самым ценным футболистом MLS, став первым футболистом «Чикаго Файр» получившим эту награду. Он также занял второе место в борьбе за звание лучшего бомбардира лиги, уступив Камило, забившего 22 гола.
8 сентября 2014 года Маги перенёс операцию на правом бедре в связи с травмой хрящевой поверхности сустава. Послеоперационная реабилитация заняла более восьми месяцев, вынудив Маги пропустить остаток сезона MLS 2014 и начало сезона MLS 2015. В мае 2015 года Маги отправился в аренду для набора игровых кондиций в аффилированный с «Файр» клуб USL «Сент-Луис».
В начале 2016 года Маги вернулся в «Лос-Анджелес Гэлакси», перейдя в качестве свободного агента. 4 января 2017 года Маги объявил о завершении карьеры профессионального футболиста.

## Международная карьера
Майк выступал за молодёжную сборную США и был участником молодёжного чемпионата мира в ОАЭ, на турнире он отличился голом в ворота молодёжной сборной Парагвая.
В ноябре 2013 года капитан сборной Ирландии Робби Кин, выступающий в США, порекомендовал тренеру национальной команды Мартину О’Нилу обратить внимание на Маги, который не заигран за США и может выступать за сборную Ирландии, так как у него ирландские корни.

## Личная жизнь
Маги состоит в гражданском браке с Кристен Пиццолато. В марте 2010 года у них родилась дочь Кира.

## Достижения
Командные
 «Лос-Анджелес Гэлакси»
- Обладатель Кубка MLS — 2011, 2012
- Обладатель Supporters’ Shield — 2010, 2011

Индивидуальные
- Самый ценный игрок MLS — 2013